# Флерон (типографика)

«Альдов лист» или плющ.

Флеро́н — элемент типографского орнамента в форме листка или цветка. Название «флерон» он получил от старофранцузского слова «floron», то есть цветок. Роберт Брингхёрст в «Основах стиля в типографике» называет его «садовым значком» (horticultural dingbat).
Флероны изготавливались тем же способом, что и другие литеры кассы. Таким образом, на наборной полосе они могли использоваться вместе с буквами и цифрами. Это сохраняло печатнику время и усилия, так как ему не приходилось заказывать отдельные клише с украшениями. Может использоваться для составления рамок (бордюров), более крупных орнаментальных композиций, или отдельно.
В Юникод включены три флерона: цветочное сердце U+2766 (❦) и повернутое цветочное сердце U+2767 (❧) в разделе Dingbats и отражённое повёрнутое цветочное сердце U+2619 (☙) в разделе Разные символы.

## Шрифты с флеронами
Флероны по-прежнему используются в типографике. Ниже представлены некоторые шрифты, в которых есть собственные флероны:
- ITC Bodoni Ornaments от Linotype
- Fleurons Granjon, шрифт компании Lanston на сайте словолитни P22
- Monotype Goudy Sorts от Linotype
- Printers Fleurons Джеральда Гьямпа (Gerald Giampa), шрифт компании Lanston на сайте словолитни P22